# ورزشگاه ابوبکر تافاوا باله‌وا

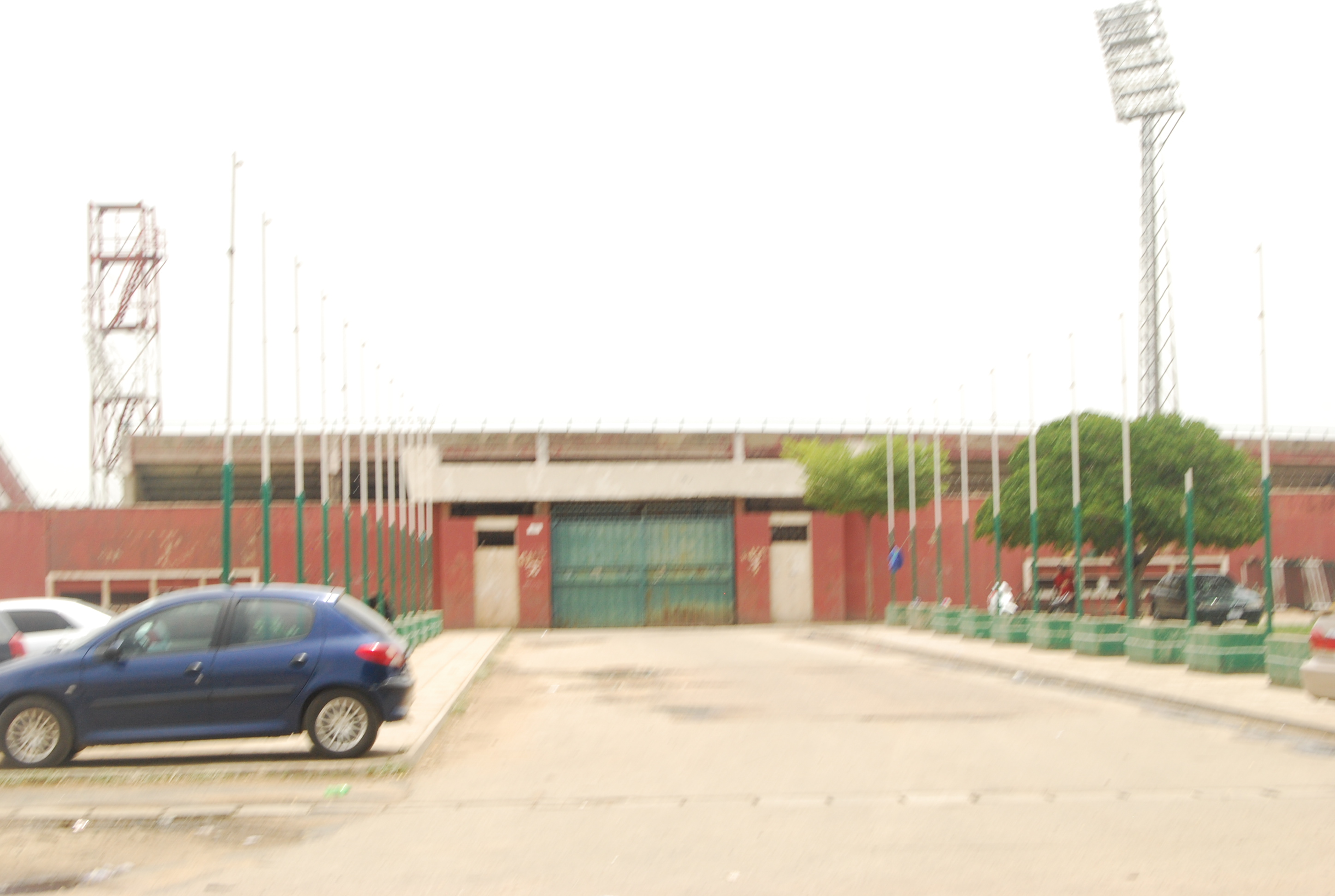
نمایی از گیت ورزشگاه ابوبکر تافاوا باله‌وا

ورزشگاه ابوبکر تافاوا باله‌وا (به لاتین: Abubakar Tafawa Balewa Stadium) یک ورزشگاه فوتبال و جاذبه‌های گردشگری در نیجریه است که در ایالت باوچی واقع شده‌است. این استادیوم به افتخار ابوبکر تفاوا بالوا, اولین نخست‌وزیر نیجریه پس از استقلال از انگلستان, نامگذاری شده است.